# Эндрю Харкли, 1-й граф Карлайл
Эндрю Харкли, 1-й граф Карлайл (англ. Andrew Harclay, 1st Earl of Carlisle; ок. 1270 — 3 марта 1323) — важный английский военачальник в граничащих с Шотландией землях времён правления Эдуарда II. Родом из рыцарской семьи Уэстморленда, в 1311 году был назначен шерифом Камберленда. Отличился в войнах с Шотландией, в 1315 году отразив осаду замка Карлайл Робертом Брюсом. Вскоре после этого был взят в плен шотландцами и отпущен только после выплаты значительного выкупа. В 1322 году, 16-17 марта, победил восставшего против короны барона Томаса Ланкастера в битве при Боробридже. За это ему был дарован титул графа Карлайла.
Как один из главных военных лидеров на границе с Шотландией Харкли был раздражён бездеятельностью Эдуарда II, особенно после унизительного поражения англичан в битве при Байленде 14 октября 1322 года, когда стало ясно, что война не может быть выиграна. Харкли самовольно начал переговоры с шотландцами и 3 января 1323 года подписал мирный договор с Робертом Брюсом. Так как этот шаг не был заранее одобрен короной, он был приравнен к измене. Король приказал арестовать графа, что и было сделано 25 февраля. 3 марта он предстал перед королевскими судьями, но в слушании ему было отказано; он был приговорён к повешению, потрошению и четвертованию и казнён в тот же день. Части его тела были выставлены на обозрение публики в различных частях страны. Его тело было позволено захоронить должным образом только через пять лет; обвинение в измене никогда снято не было.

## Семья и ранние годы
Фамилия «Харкли» происходит от названия деревни Хартли в Уэстморленде. Хотя о ранних годах Эндрю Харкли известно относительно мало, он, скорее всего, был старшим сыном сэра Майкла Харкли и Джоан, дочери йоркширского землевладельца Уильяма Фицджона. У него был младший брат Генри Харкли, канцлер Оксфордского университета. Майкл Харкли был вассалом рода Клиффордов и в 1285—1296 годах занимал пост шерифа Камберленда. В документальных свидетельствах имя Эндрю Харкли впервые возникает в 1292 году, причём на тот момент ему должен был быть по меньшей мере двадцать один год, следовательно, он был рождён в начале 1270-х.

## Военная карьера
Первые данные о военной карьере Харкли относятся к 1304 году, когда он принял участие в кампании против шотландцев. В 1309 году ему было приказано помочь Роберту Клиффорду в обороне Марок от Шотландии. Его положение среди местного населения выросло в 1311 году, когда он был назначен шерифом Камберленда, как и его отец до него. В 1312 году он был избран рыцарем Шира, а в декабре 1313 отличился как лидер обороны против шотландского вторжения. Летом 1315 года он успешно возглавил оборону замка Карлайл во время его осады Робертом Брюсом. За это король наградил его тысячью марок.
В конце 1315 или в 1316 году Харкли попал в плен к шотландцам, которые потребовали за него выкуп в 2000 марок. За последние годы быстрого подъёма по карьерной лестнице он нажил себе некоторых врагов в местном обществе, которые теперь воспользовались возможностью распространить о нём плохие слухи при дворе. Эдуард II, тем не менее, помог собрать необходимые для освобождения Харкли деньги, но, судя по всему, на следующие несколько лет последний расположения короля лишился. Только в 1319 году он вновь был назначен шерифом и одновременно хранителем замков Карлайл и Кокермут и лордом-хранителем Западной марки. В 1321 году он также был лично призван в парламент.

## Боробридж

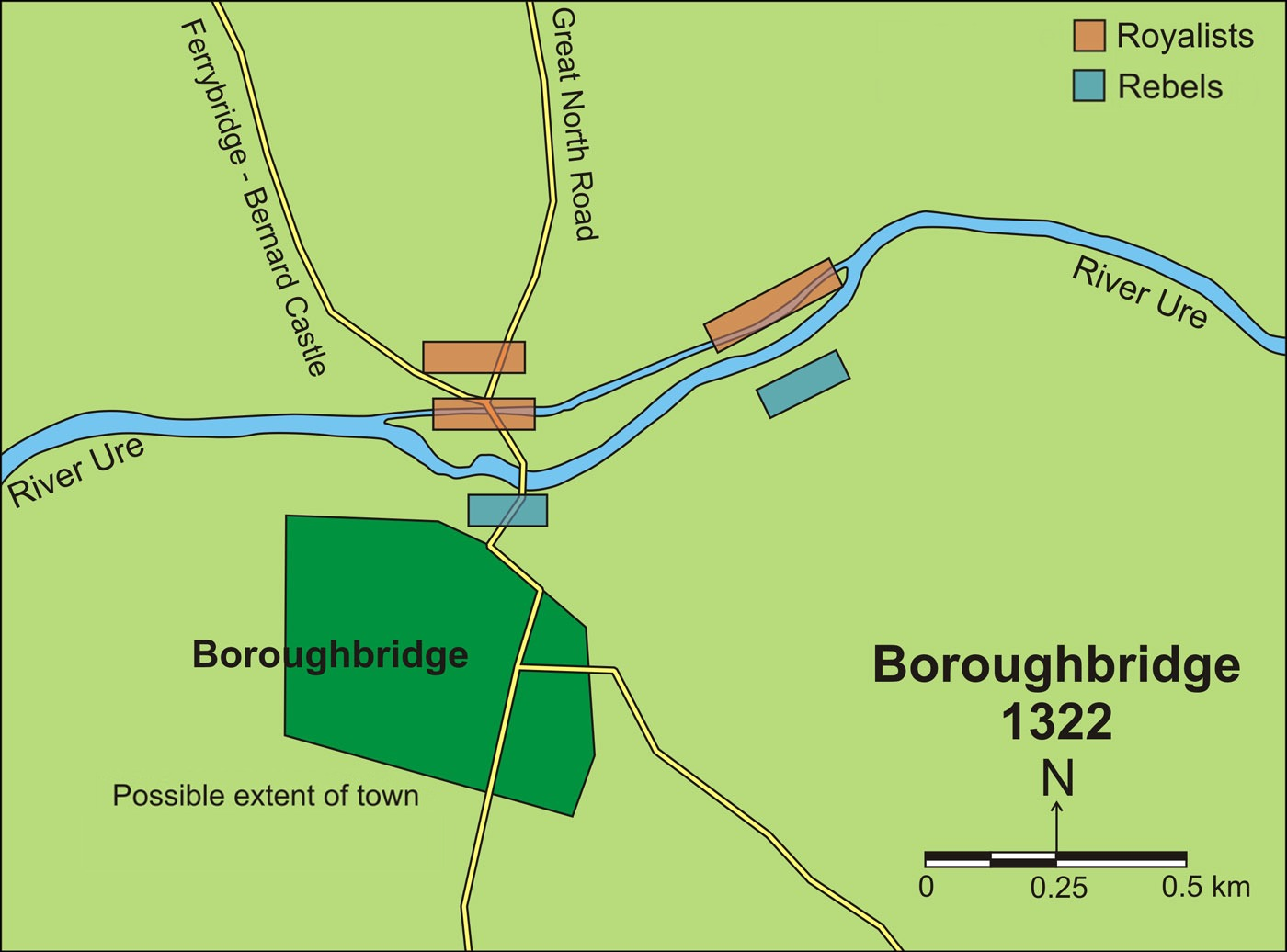
Карта битвы при Боробридже показывает, как силы Харкли отрезали Ланкастеру переправу через реку.

Самым значительным достижением Харкли стала битва при Боробридже 1322 года. Сражение стало кульминацией длительной борьбы между королём Эдуардом II и самым влиятельным из графов Томасом Ланкастером. Причинами конфликта, в частности, были разногласия по поводу ведения войны с Шотландией; Ланкастер, как и многие другие, считал, что Эдуард не прикладывает достаточных для успеха усилий. Не сумев поднять восстания против короля, в марте 1322 года Ланкастер бежал на север от королевской армии. Тем временем, Харкли как шериф получил от короля приказ собрать войска северных графств Камберленда и Уэстморленда и двигаться на юг, чтобы присоединиться к королевской армии. Однако во время остановки в Рипоне в Йоркшире он получил сведения о том, что на следующий день Ланкастер прибудет в находившийся поблизости Боробридж. Харкли решил перехватить инициативу и, заняв мост через реку Юр, не дать Ланкастеру переправиться.
Армия Ланкастера прибыла к Боробриджу 16 марта. Преимущество было не на стороне повстанцев: под командованием Харкли находилось около 4000 человек, а при Ланкастере было лишь около 700 рыцарей и тяжеловооружённых всадников. Кроме того, лоялистская армия состояла из опытных, прошедших через войны с Шотландией солдат. Харкли использовал тактики, которым за время этих конфликтов англичане научились у шотландцев. В Ланеркостской хронике описывается, как Харкли использовал шотландский шилтрон — плотное построение пехоты с пиками или копьями в руках, высокоэффективное против кавалерии Ланкастера.
Стычка была недолгой; Харкли имел неоспоримое преимущество. Ланкастер планировал провести атаку через речной брод, пока граф Херефорд — один из немногих магнатов, сохранивших ему верность — пересекает мост. Херефорд погиб на мосту, его соратник Роджер, 2-й барон де Клиффорд, получил серьёзное ранение, и штурм провалился. Ланкастер, тем временем, попал под такой тяжёлый обстрел, что ему пришлось отозвать атаку. Дезертирство части войск за ночь и прибытие королевских подкреплений к Харкли вынудили его сдаться на следующий день; 22 марта он был казнён. Король был чрезвычайно доволен действиями Харкли и щедро его вознаградил. 25 марта для Харкли был создан титул графа Карлайла; он получил земли, приносившие тысячу марок в год. 15 сентября он также был объявлен главным Хранителем Марок.

## Измена

Герб Эндрю Харкли: крест святого Георгия с чёрным мартлетом в первой четверти

14 октября 1322 года шотландцы под командованием Роберта Брюса разбили английскую армию в битве при старом Байленде в Йоркшире. Командовавший англичанами Жан Бретонский, граф Ричмонд, попал в плен, самому королю удалось бежать с трудом. Это было наихудшее поражение для англичан со времени битвы при Бэннокберне в 1314 году. Харкли был призван в королевскую армию, но не успел вовремя привести свои войска на юг. Произошедшее убедило его, что война против Шотландии не может быть выиграна под руководством Эдуарда II. Поэтому он вступил в прямые переговоры с шотландцами без королевского позволения. Он подписал мирный договор с Робертом Брюсом 3 января 1323 года в Лохмабене.
По договору, Шотландия признавалась независимым королевством. Роберт должен был выплатить англичанам 40000 марок, а Эдуард — выбрать из своей семьи жену для наследника Роберта. В тексте, однако, подразумевается возможность военного союза между Робертом и Харкли против Эдуарда во исполнение условий договора. Маловероятно, что Харкли надеялся на милосердие короля, скорее он рассматривал возможность перехода на сторону Роберта Брюса; ходили слухи, что он даже планировал жениться на одной из дочерей Брюса. Тем не менее, вероятно и то, что причиной его действий было искреннее беспокойство по поводу ситуации на севере, и они представляли собой отчаянную попытку найти лучший выход из сложившейся ситуации.
Хотя историки обычно относятся к действиям Харкли с пониманием, событие принято называть «изменой Харкли». Словами Мориса Кина: «Заключение мира или гарантия безопасности или заключение любого соглашения с врагами короля без должных на то полномочий составляло оскорбление величества; подобное определение давалось и в других военных [судебных] делах». Харкли получил подобные полномочия в феврале 1322 года, но заключение мирного договора с Брюсом было сочтено их превышением. Возможно также, что Эдуард держал обиду на Харкли из-за того, что тот не явился к Байленду и что именно это послужило причиной жёсткой реакции короля. Однако нет никаких свидетельств тому, что Харкли после получения королевского письма мог привести свои войска к полю битвы быстрее, чем сделал это.

## Смерть
Узнав об измене Харкли, Эдуард приказал арестовать его. Харкли попытался найти себе сторонников; король начал укреплять северные замки. 25 февраля сэр Энтони Люси арестовал графа в замке Карлайл. Харкли явно доверял Люси, в распоряжении которого был совсем небольшой отряд, так что, скорее всего, арест был произведён неожиданно. Причиной вражды между Люси и Харкли мог послужить спор о владении Папкаслом. Кроме того, в 1322 году, после подавления восстания, Харкли ненадолго лишил Люси его земель, даже при том, что тот не принимал никакого участия в тех событиях.
3 марта Харкли предстал перед королевским судьёй в Карлайле, но в должном слушании ему было отказано. Его признали виновным в измене и приговорили к повешению, потрошению и четвертованию. На казни он вёл себя с достоинством, утверждая, что пытался действовать в лучших интересах страны. Его голову отвезли к королю в замок Нерсборо в Йоркшире, а после она была вывешена на Лондонском мосту. Четыре части его тела были выставлены на всеобщее обозрение в четырёх городах страны: Карлайле, Ньюкасле, Бристоле и Дувре. Меньше чем через три месяца после казни Харкли Эдуард согласился на тринадцатилетнее перемирие с Шотландией.
Голова Харкли была снята с моста в Лондоне только через пять лет. Его сестра подала королю прошение о возвращении различных частей его тела семье для христианского погребения, что было исполнено в 1328 году. В правление Эдуарда III племянник Харкли просил о снятии обвинения в измене, но безуспешно.